# Кадаков, Максим Александрович
Макси́м Алекса́ндрович Кадаков (род. 14 января 1969 года, г. Бронницы, Московская область) — российский журналист, специализирующийся на автомобильной тематике, участник телевизионных и радиопередач, блогер, с 2014 года главный редактор журнала «За рулём».

## Биография
В 1994 году окончил Московский государственный технический университет им. Баумана по специальности «Гусеничные и колесные машины», получив квалификацию инженера-конструктора. После окончания ВУЗа устроился корреспондентом автомобильной газеты Авторевю. В 2001 году получил должность заместителя главного редактора. В апреле 2006 года занял должность главного редактора украинского филиала газеты — «Авторевю Украина» и проработал там до 2014 года. После закрытия филиала он вернулся в Россию.
С апреля 2014 года Кадаков начал свою трудовую деятельность в автомобильном журнале «За рулем» в качестве заместителя главного редактора. А в октябре 2014 года возглавил издание, став главным редактором.
Организовал и участвовал в пробегах на Кольский полуостров и юбилейном пробеге по маршруту Москва — Кара-Кум — Москва в 2018 году. Является ведущим Гран-при За рулем .

## Спортивные достижения

### Победитель
- «Moscow classic Grand Prix 2017» в группе «Москвич 2000»
- «Moscow classic Grand Prix 2018» в группе «Москвич 2000»

### Призёр
- «Moscow classic Grand Prix 2016» в группе «Волга 406»
- Кубок Президента АВТОВАЗ 2017[3].

## Интервью
- Интервью с Максимом Кадаковым на Эхо Москвы.